# Belgische kampioenschappen indoor atletiek 1988
In 1988 werden de Belgische kampioenschappen indoor atletiek gehouden op zaterdag 20 en zondag 21 februari in Gent. Het waren de eerste indoorkampioenschappen die in eigen land gehouden werden. Tijdens deze kampioenschappen werden drie Belgische records verbeterd. Jos Martens bracht het record op de 5000 meter snelwandelen naar 19.06,5. Alain Cuypers bracht zijn record op de 60 m horden naar 7,77 s. Carine Finck behaalde nipt voor Tonia Oliviers de titel op de 200 m in 23,96 s, een honderdste sneller dan het record van Ingrid Verbruggen.

## Uitslagen

### 60 m
| rang   | atleet             | prestatie |
| ------ | ------------------ | --------- |
| Goud   | Ronald Desruelles  | 6,64 s    |
| Zilver | Jean-Marie Grutman | 6,93 s    |
| Brons  | Pascal Leost       | 6,95 s    |

| rang  | atlete         | prestatie |
| ----- | -------------- | --------- |
| Goud  | Carine Finck   | 7,56 s    |
| Goud  | Tonia Oliviers | 7,56 s    |
| Brons | Anne Carrette  | 7,73 s    |

### 200 m
| rang   | atleet           | prestatie |
| ------ | ---------------- | --------- |
| Goud   | Jeroen Fischer   | 21,42 s   |
| Zilver | Wim Van Avondt   | 22,02 s   |
| Brons  | Rudi Maerschalck | 22,17 s   |

| rang   | atlete             | prestatie    |
| ------ | ------------------ | ------------ |
| Goud   | Carine Finck       | 23,96 s (NR) |
| Zilver | Tonia Oliviers     | 23,96 s (NR) |
| Brons  | Marleen Van Parijs | 24,90 s      |

### 400 m
| rang   | atleet          | prestatie |
| ------ | --------------- | --------- |
| Goud   | Jacques Borlée  | 48,43 s   |
| Zilver | Geert Grillet   | 48,92 s   |
| Brons  | Johan De Vriese | 49,29 s   |

| rang   | atlete           | prestatie |
| ------ | ---------------- | --------- |
| Goud   | Regine Berg      | 53,54 s   |
| Zilver | Martine Meersman | 54.78 s   |
| Brons  | Veerle Simoens   | 54.84 s   |

### 800 m
| rang   | atleet         | prestatie |
| ------ | -------------- | --------- |
| Goud   | Tony Ernst     | 1.54,14   |
| Zilver | Michel Brustem | 1.54.81   |
| Brons  | Frank Naudts   | 1.55.38   |

| rang   | atlete         | prestatie |
| ------ | -------------- | --------- |
| Goud   | Anneke Matthys | 2.08,00   |
| Zilver | Inge Huyssen   | 2.09.06   |
| Brons  | Ann Maenhout   | 2.10.42   |

### 1500 m
| rang   | atleet       | prestatie |
| ------ | ------------ | --------- |
| Goud   | Eddy Stevens | 3.48,08   |
| Zilver | Marnix Mabbe | 3.49,16   |
| Brons  | Marc Bogaert | 3.49,40   |

| rang   | atlete           | prestatie |
| ------ | ---------------- | --------- |
| Goud   | Maria Byczkowska | 4.31,39   |
| Zilver | Ilse Smolders    | 4.31,82   |
| Brons  | Veerle Meuris    | 4.36,93   |

### 3000 m
| rang   | atleet           | prestatie |
| ------ | ---------------- | --------- |
| Goud   | Marnix Goegebeur | 8.06,6    |
| Zilver | Dirk Vervaet     | 8.08,3    |
| Brons  | Ivo Claes        | 8.14,2    |

| rang   | atlete           | prestatie |
| ------ | ---------------- | --------- |
| Goud   | Patricia De Lauw | 9.39,62   |
| Zilver | Siska Maton      | 9.42,93   |
| Brons  | Karin Wilms      | 10.16,02  |

### 5000 m snelwandelen/3000 m snelwandelen
| rang   | atleet                | prestatie    |
| ------ | --------------------- | ------------ |
| Goud   | Jos Martens           | 19.06,5 (NR) |
| Zilver | Dirk Vandenbosche     | 19.55,1      |
| Brons  | Godfried Dejonckheere | 21.27,3      |

| rang   | atlete            | prestatie |
| ------ | ----------------- | --------- |
| Goud   | Sabine De Blanck  | 14.03,0   |
| Zilver | Sabine Desmet     | 14.08,7   |
| Brons  | Christa Ceulemans | 14.19,4   |

### 60 m horden
| rang   | atleet         | prestatie   |
| ------ | -------------- | ----------- |
| Goud   | Alain Cuypers  | 7,77 s (NR) |
| Zilver | Wim Vandeven   | 8,04 s      |
| Brons  | Serge Liégeois | 8,23 s      |

| rang   | atlete                | prestatie |
| ------ | --------------------- | --------- |
| Goud   | Sylvia Dethier        | 8,44 s    |
| Zilver | Jacqueline Hautenauve | 8,68 s    |
| Brons  | Christine Dohogne     | 8,71 s    |

### Verspringen
| rang   | atleet             | prestatie |
| ------ | ------------------ | --------- |
| Goud   | Eric Van de Vijver | 7,48 m    |
| Zilver | Eric Yuma          | 7,27 m    |
| Brons  | Rudi Vanlancker    | 7,04 m    |

| rang   | atlete                | prestatie |
| ------ | --------------------- | --------- |
| Goud   | Myriam Duchâteau      | 6,03 m    |
| Zilver | Jacqueline Hautenauve | 5,95 m    |
| Brons  | Hilde Ervijn          | 5,92 m    |

### Hink-stap-springen
| rang   | atleet        | prestatie |
| ------ | ------------- | --------- |
| Goud   | Didier Falise | 15,96 m   |
| Zilver | Eric Yuma     | 14,64 m   |
| Brons  | Benny Mievis  | 14,37 m   |

### Hoogspringen
| rang   | atleet            | prestatie |
| ------ | ----------------- | --------- |
| Goud   | Marc Hallemeersch | 2,11 m    |
| Zilver | Peter Soetewey    | 2,11 m    |
| Brons  | Dimitri Maenhoudt | 2,09 m    |

| rang   | atlete         | prestatie |
| ------ | -------------- | --------- |
| Goud   | Nadine Neuts   | 1,71 m    |
| Zilver | Heidi Paesen   | 1,68 m    |
| Brons  | Annicq Mertens | 1,68 m    |

### Polsstokhoogspringen
| rang   | atleet         | prestatie |
| ------ | -------------- | --------- |
| Goud   | Dirk Ledegen   | 5,45 m    |
| Zilver | Marc Maes      | 5,30 m    |
| Zilver | Chris Rottiers | 4,90 m    |

### Kogelstoten
| rang   | atleet           | prestatie |
| ------ | ---------------- | --------- |
| Goud   | Noël Legros      | 15,80 m   |
| Zilver | Ludwig Peetroons | 15,16 m   |
| Brons  | Yves Snyers      | 15,01 m   |

| rang   | atlete              | prestatie |
| ------ | ------------------- | --------- |
| Goud   | Marie-Paule Geldhof | 14,84 m   |
| Zilver | Karin Larnoe        | 14,42 m   |
| Brons  | Brigitte Fransen    | 14,38 m   |

1985 ·
1986 ·
1987 ·
1988 ·
1989 ·
1990 ·
1991 ·
1992 ·
1993 .
1994 ·
1995 .
1996 ·
1997 ·
1998 .
1999 ·
2000 .
2001 · 
2002 · 
2003 · 
2004 · 
2005 · 
2006 · 
2007 · 
2008 · 
2009 · 
2010 · 
2011 · 
2012 · 
2013 · 
2014 ·
2015 ·
2016 ·
2017 ·
2018 ·
2019 ·
2020 ·
2021 ·
2022 ·
2023 ·
2024 ·
2025